# Dunham Massey
Dunham Massey – wieś w Anglii, w hrabstwie ceremonialnym Wielki Manchester, w dystrykcie metropolitalnym Trafford. Leży 15 km na południowy zachód od centrum miasta Manchester. W 2001 miejscowość liczyła 475 mieszkańców.